# Glaucia
Glaucia Suelen Silva Cristiano (São Bernardo do Campo, 30 de janeiro de 1993) é uma futebolista brasileira que atua como centroavante. Atualmente joga no Flamengo.

## Carreira
Nascida na Zona Leste de São Paulo, Glaucia iniciou a carreira no São Bernardo e logo conquistou uma vaga no time titular. Em 2011, passou a defender o Centro Olímpico, com quem foi vice-campeã paulista. Ao lado de Debinha, foi artilheira da competição com 24 gols.
Com 19 anos, seu bom desempenho despertou o interesse do Jeonbuk, da Coreia do Sul. Após uma rápida passagem, marcada por episódios de ansiedade e depressão, a atacante retornou ao futebol brasileiro em 2013, novamente para o Centro Olímpico. Pouco tempo depois, foi transferida para o São Caetano. Glaucia ainda teve passagens pelo São José, Iranduba e Sport, antes de seguir novamente para a Coreia, no KSPO, em 2018. No time coreano, foi artilheira da equipe e terceira maior marcadora da liga do país.
Em 2019, aceitou uma proposta do Santos e retornou mais uma vez ao futebol brasileiro. Glaucia marcou 14 gols e deu 14 assistências na série A1 do Brasileirão Feminino, sagrando-se a melhor atacante da competição no ano e despertando o interesse do São Paulo. A atacante acertou a sua ida para o tricolor paulista, onde foi artilheira em 2021 com 12 gols marcados antes de passar por uma grave lesão no joelho direito, que demandou uma reparação cirúrgica do seu ligamento cruzado anterior. Em janeiro de 2022, ainda em recuperação, Glaucia renovou seu contrato por mais dois anos, atuando pouco pelo restante do ano e alternando entre a reserva e as titulares em 2023. Ao final do contrato, em janeiro de 2024, encerrou a passagem pelo São Paulo com 32 gols marcados e assinou com o Flamengo.[carece de fontes?]
Estreou pelo Flamengo no dia 03 de fevereiro de 2024, em vitória sobre o Fluminense por 3-0 pela Copa Rio.[carece de fontes?]